# Road Race Showcase 2009
Navigation
Édition précédente Édition suivante
Le Road Race Showcase 2009, disputé le 16 août 2009 sur le circuit de Road America est la septième manche de l'American Le Mans Series 2009.

## Course
| Pos.    | Catégorie | N° | Écurie                       | Pilotes                                      | Châssis                       | Moteur                      | Pneus | Tours/Abandon |
| ------- | --------- | -- | ---------------------------- | -------------------------------------------- | ----------------------------- | --------------------------- | ----- | ------------- |
| 1       | LMP1      | 9  | Patrón Highcroft Racing      | David Brabham Scott Sharp                    | Acura ARX-02a                 | Acura AR7 4,0 L V8          | M     | 71            |
| 2       | LMP1      | 66 | De Ferran Motorsports        | Gil de Ferran Simon Pagenaud                 | Acura ARX-02a                 | Acura AR7 4,0 L V8          | M     | 71            |
| 3       | LMP2      | 15 | Lowe's Fernández Racing      | Adrian Fernández Luis Díaz                   | Acura ARX-01B                 | Acura AL7R 3,4 L V8         | M     | 71            |
| 4       | LMP2      | 20 | Dyson Racing Team            | Butch Leitzinger Marino Franchitti           | Lola B08/86                   | Mazda MZR-R 2,0 L Turbo L4  | M     | 71            |
| 5       | LMP2      | 6  | Team Cytosport               | Greg Pickett Klaus Graf                      | Porsche RS Spyder Evo         | Porsche MR6 3,4 L V8        | M     | 71            |
| 6       | LMP1      | 37 | Intersport Racing            | Jon Field Clint Field                        | Lola B06/10                   | AER P32C 4,0 L Turbo V8     | D     | 71            |
| 7       | LMP1      | 48 | Corsa Motorsports            | Johnny Mowlem Stefan Johansson               | Ginetta-Zytek GZ09HS          | Zytek ZJ458 4,5 L Hybrid V8 | D     | 70            |
| 8       | LMP1      | 12 | Autocon Motorsports          | Bryan Willman Chris McMurry                  | Lola B06/10                   | AER P32C 4,0 L Turbo V8     | D     | 70            |
| 9       | GT2       | 90 | BMW Rahal Letterman Racing   | Bill Auberlen Joey Hand                      | BMW M3 GT2 (E92)              | BMW 4,0 L V8                | D     | 69            |
| 10      | GT2       | 92 | BMW Rahal Letterman Racing   | Tommy Milner Dirk Müller                     | BMW M3 GT2 (E92)              | BMW 4,0 L V8                | D     | 68            |
| 11      | GT2       | 3  | Corvette Racing              | Johnny O'Connell Jan Magnussen               | Chevrolet Corvette C6.R GT2   | Chevrolet 6,0 L V8          | M     | 68            |
| 12      | GT2       | 45 | Flying Lizard Motorsports    | Patrick Long Jörg Bergmeister                | Porsche 911 GT3 RSR (997)     | Porsche 4,0 L Flat-6        | M     | 68            |
| 13      | GT2       | 62 | Risi Competizione            | Jaime Melo Pierre Kaffer                     | Ferrari F430 GTC              | Ferrari 4,0 L V8            | M     | 68            |
| 14      | GT2       | 4  | Corvette Racing              | Oliver Gavin Olivier Beretta                 | Chevrolet Corvette C6.R GT2   | Chevrolet 6,0 L V8          | M     | 67            |
| 15      | GT2       | 40 | Robertson Racing             | David Robertson Andrea Robertson David Murry | Ford GT                       | Ford 5,0 L V8               | D     | 66            |
| 16      | GT2       | 44 | Flying Lizard Motorsports    | Darren Law Seth Neiman                       | Porsche 911 GT3 RSR (997)     | Porsche 4,0 L Flat-6        | M     | 65            |
| 17      | Chal      | 57 | Snow Racing                  | Martin Snow Melanie Snow                     | Porsche 911 GT3 Cup (997)     | Porsche 3,6 L Flat-6        | Y     | 63            |
| 18      | GT2       | 11 | Primetime Race Group         | Joel Feinberg Chris Hall                     | Dodge Viper Competition Coupe | Dodge 8,3 L V10             | D     | 63            |
| 19      | Chal      | 02 | Gruppe Orange                | Nick Parker Donald Pickering                 | Porsche 911 GT3 Cup (997)     | Porsche 3,6 L Flat-6        | Y     | 62            |
| 20      | Chal      | 36 | Gruppe Orange                | Wesley Hoaglund Bob Faieta                   | Porsche 911 GT3 Cup (997)     | Porsche 3,6 L Flat-6        | Y     | 62            |
| 21      | Chal      | 47 | Orbit Racing                 | Guy Cosmo John Baker                         | Porsche 911 GT3 Cup (997)     | Porsche 3,6 L Flat-6        | Y     | 61            |
| 22      | Chal      | 08 | Orbit Racing                 | Ed Brown Bill Sweedler                       | Porsche 911 GT3 Cup (997)     | Porsche 3,6 L Flat-6        | Y     | 61            |
| 23 Abd. | GT2       | 87 | Farnbacher Loles Motorsports | Wolf Henzler Bryce Miller                    | Porsche 911 GT3 RSR (997)     | Porsche 4,0 L Flat-6        | M     | 56            |
| 24      | GT2       | 21 | Panoz Team PTG               | Ian James Dominik Farnbacher                 | Panoz Esperante GTLM          | Ford 5,0 L V8               | Y     | 54            |
| 25 Abd. | LMP2      | 16 | Dyson Racing Team            | Chris Dyson Guy Smith                        | Lola B09/86                   | Mazda MZR-R 2,0 L Turbo L4  | M     | 50            |
| Np.     | Chal      | 05 | GMG Racing                   | Bret Curtis James Sofranos                   | Porsche 997 GT3 Cup           | Porsche 3,6 L Flat-6        | Y     | 0             |